# Catasetum pileatum
Catasetum pileatum är en orkidéart som beskrevs av Heinrich Gustav Reichenbach. Catasetum pileatum ingår i släktet Catasetum och familjen orkidéer. Inga underarter finns listade i Catalogue of Life.

## Bildgalleri

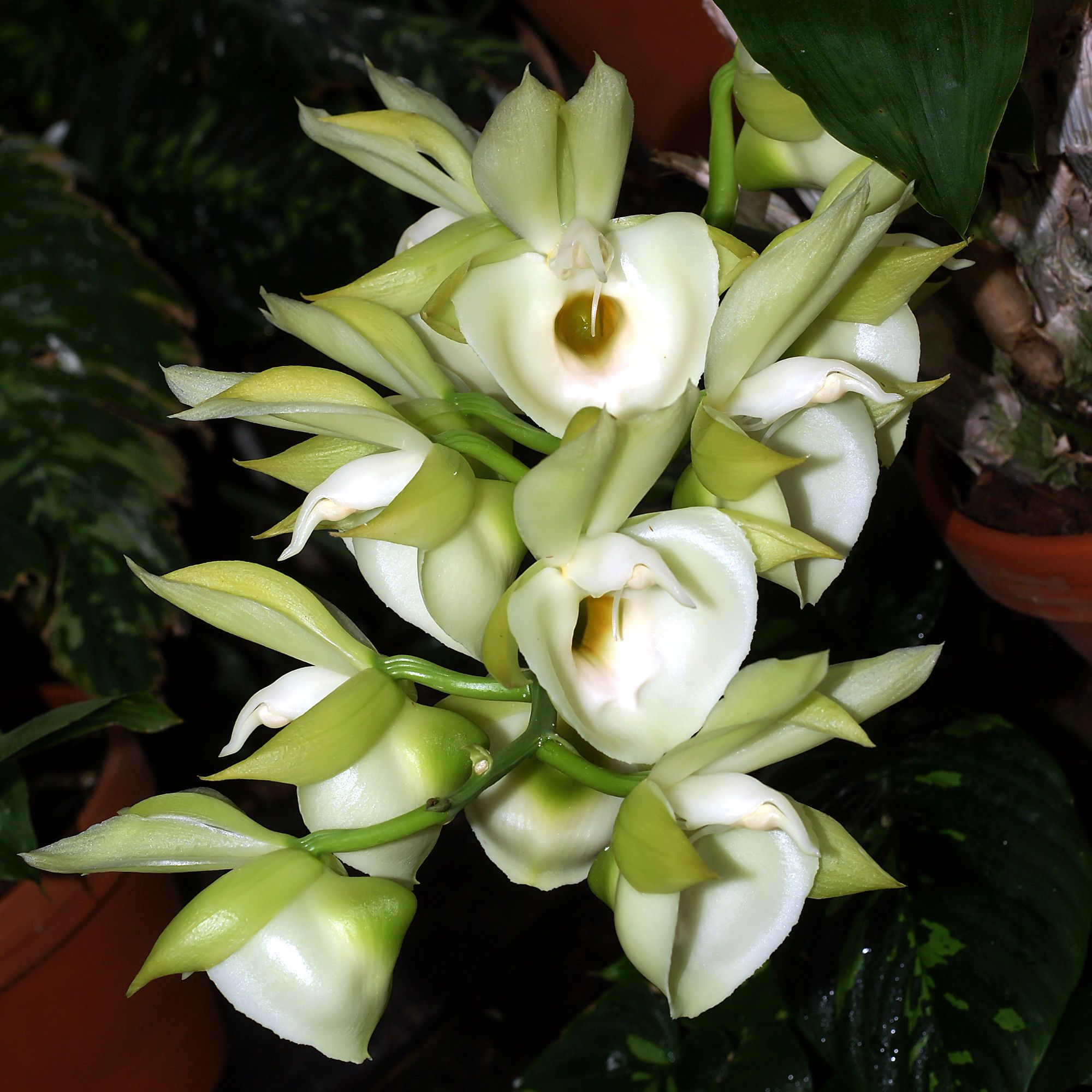
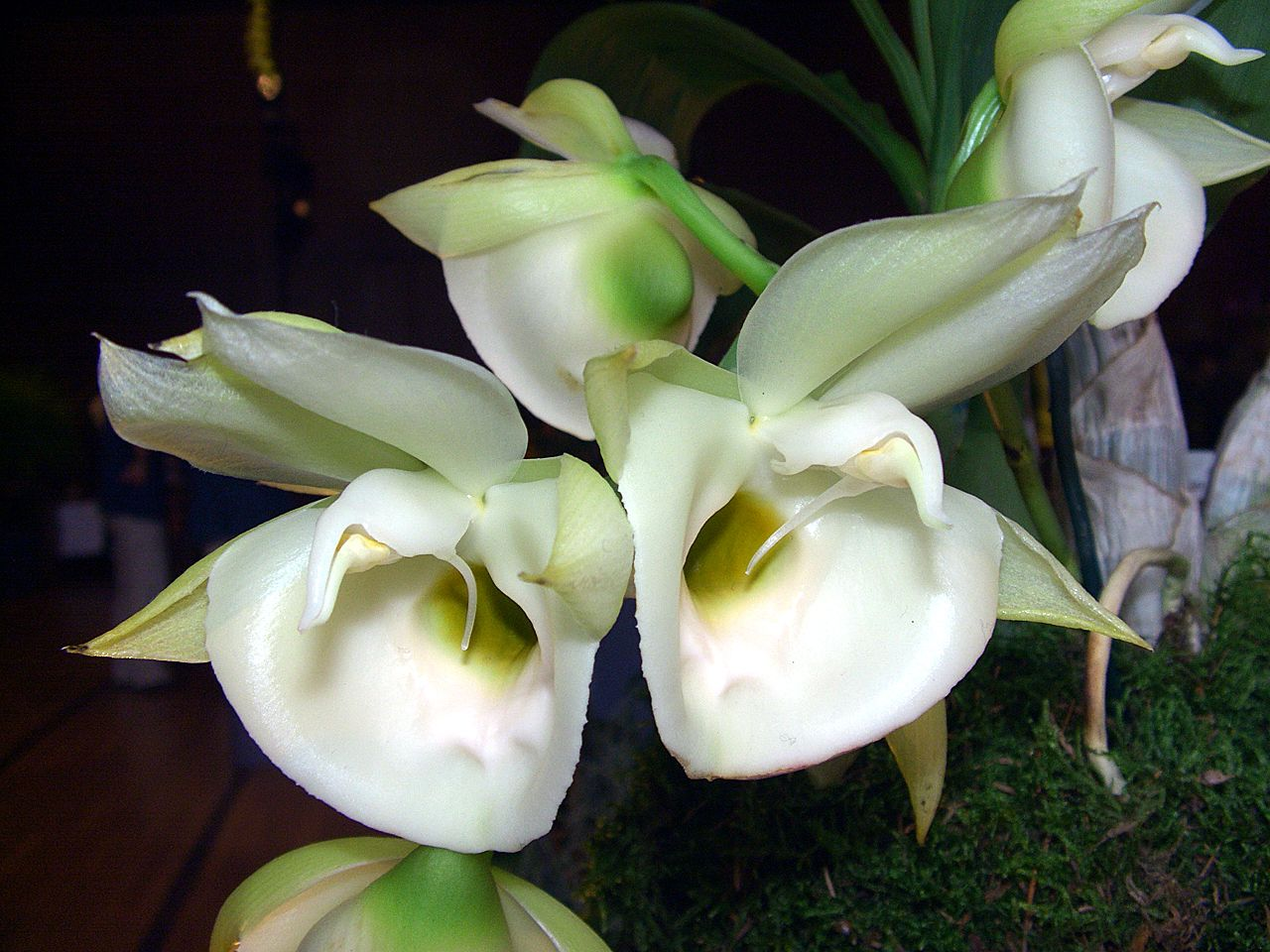
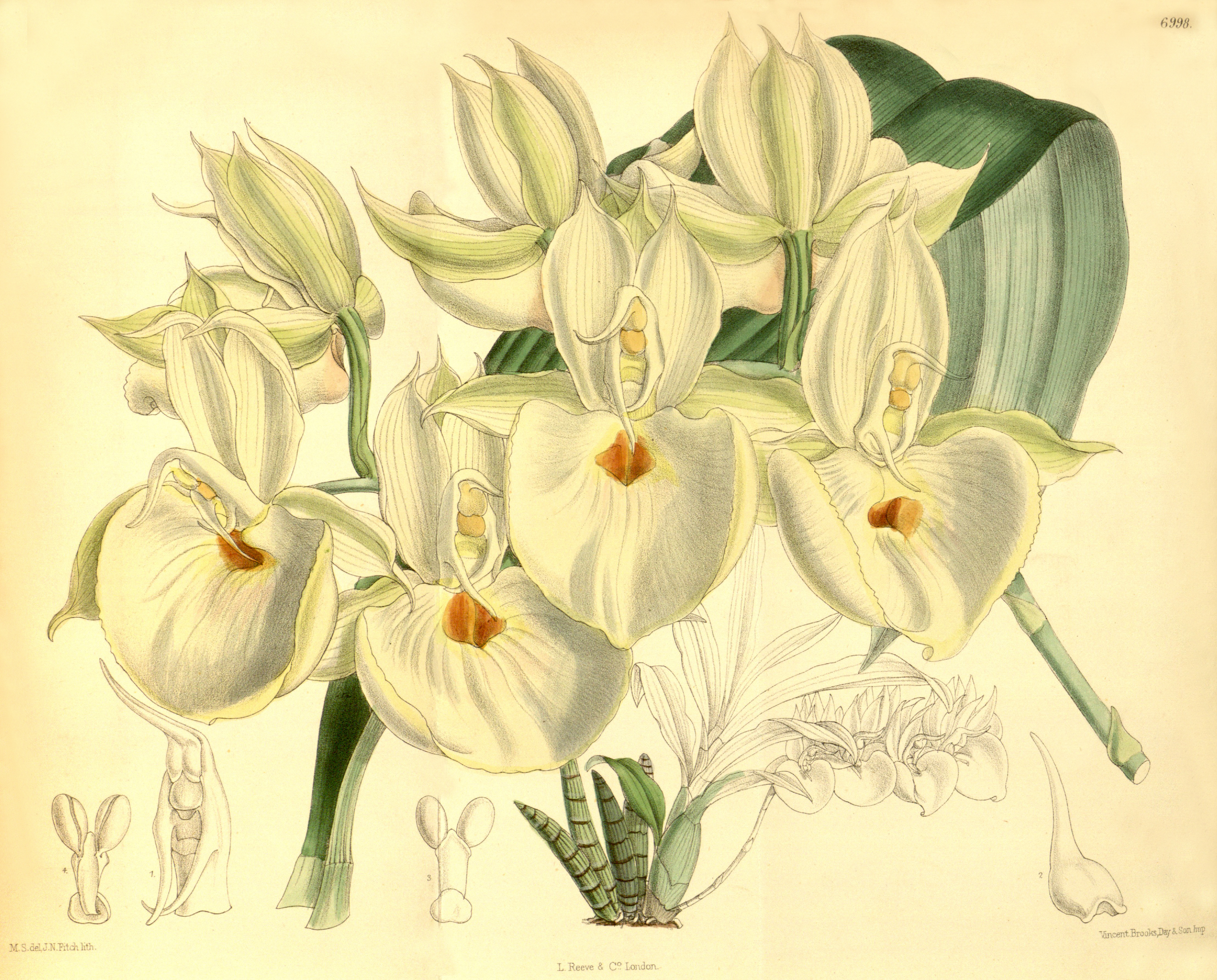
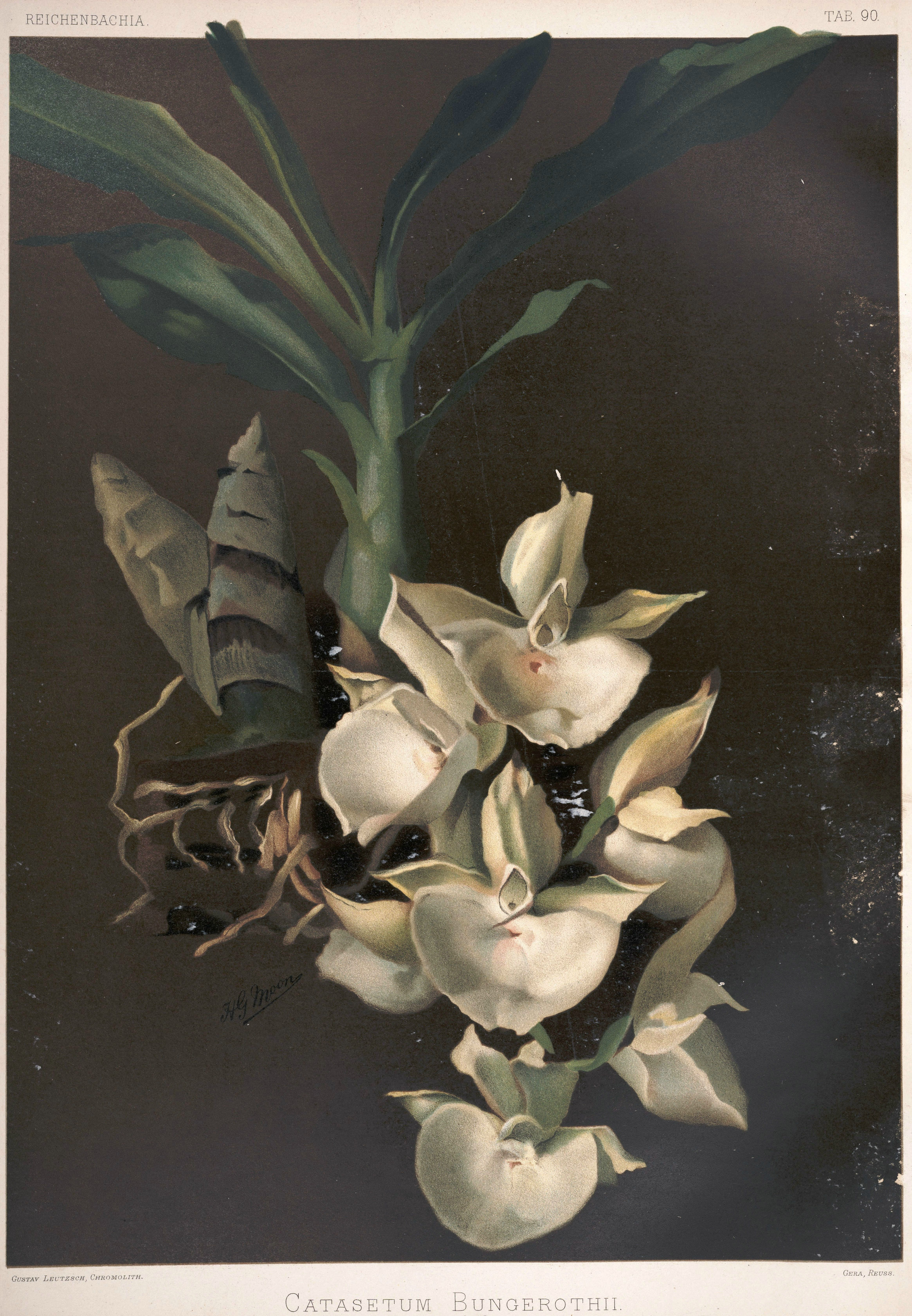